# Les Ailes de plomb
Les Ailes de plomb est une série de bande dessinée française dessinée par Nicolas Barral et écrite et colorisée par Christophe Gibelin.
Cette série est terminée.

## Synopsis
Patrick Plomb mène la belle vie : fils de la patronne d’un hôtel, il sait s’y prendre pour séduire les jolies clientes... Mais sa dernière conquête, une ravissante Anglaise, possède une étrange machine qui s’avère être un appareil de guidage aérien ultra-secret. Bien malgré lui, l’innocent Plomb entre dans l’univers à haut risque de l’espionnage militaire des années 1950.

## Personnages
- Patrick Plomb
- Valérie Merle
- Lothaire Burg
- Annie
- Antoine Courpatas

## Albums
- Delcourt, collection « Sang Froid » :

- 1. Vol de nuit, Delcourt, France, août 1996
Scénario : Christophe Gibelin - Dessin : Nicolas Barral - Couleurs : Christophe Gibelin - (ISBN 284055089X)

- 2. Le Vol du Balbuzard, Delcourt, France, avril 1998
Scénario : Christophe Gibelin - Dessin : Nicolas Barral - Couleurs : Christophe Gibelin - (ISBN 284055173X)

- 3. L'Affaire est dans le lac[1], Delcourt, France, 31 juillet 2000
Scénario : Christophe Gibelin - Dessin : Nicolas Barral - Couleurs : Christophe Gibelin - (ISBN 284055321X)

- 4. Résurrection[2], Delcourt, France, 8 mars 2006
Scénario : Christophe Gibelin - Dessin et couleurs : Christophe Gibelin - (ISBN 2847893148)

- 5. Dog for Fresco[3], Delcourt, France, 30 avril 2008
Scénario : Christophe Gibelin - Dessin et couleurs : Christophe Gibelin - (ISBN 978-2-7560-0607-9)

- 6. Neu-Neu[4], Delcourt, France, 9 septembre 2009
Scénario : Christophe Gibelin - Dessin et couleurs : Christophe Gibelin - (ISBN 978-2-7560-1457-9)

- 7. Tout a une fin[5], Delcourt, France, 9 mai 2012
Scénario : Christophe Gibelin - Dessin et couleurs : Christophe Gibelin - (ISBN 978-2-7560-2087-7)